# Ábel Jakab
Ábel Jakab (Budapest, 1925. július 5. – Csepel, 1946. augusztus 13.) magyar kenus. 

## Élete
1939-től 1946-ig a csepeli Weisz Manfréd Torna Klub, illetve a Csepeli Munkás Torna Egylet kenusa. 1942-ben, 1943-ban, 1944-ben, 1945-ben kenu egyes 1000 méteren, 1943-ban kenu egyes 10 000 méteren magyar bajnok. 1944-ben kenu kettes 10 000 méteren, 1946-ban kenu tízes 10 000 méteren magyar bajnok. Az első magyar bajnok kenus. A csepeli Weiss Manfréd Gyár esztergályosa volt, vízi baleset áldozata lett. Sírja a csepeli temetőben ma is látható.